# Franco Cángele
Franco Dario Cángele (Buenos Aires, 16 de julho de 1984) é um ex-futebolista profissional argentino que atuava como atacante.

## Carreira
Franco Cángele se profissionalizou no Boca Juniors.

### Boca Juniors
Franco Cángele integrou o Boca Juniors na campanha vitoriosa da Libertadores da América de 2003.

## Títulos
Boca Juniors
- Primera Division Argentina: Apertura 2003
- Copa Libertadores da América: 2003